# Giovanni Battista Monteggia

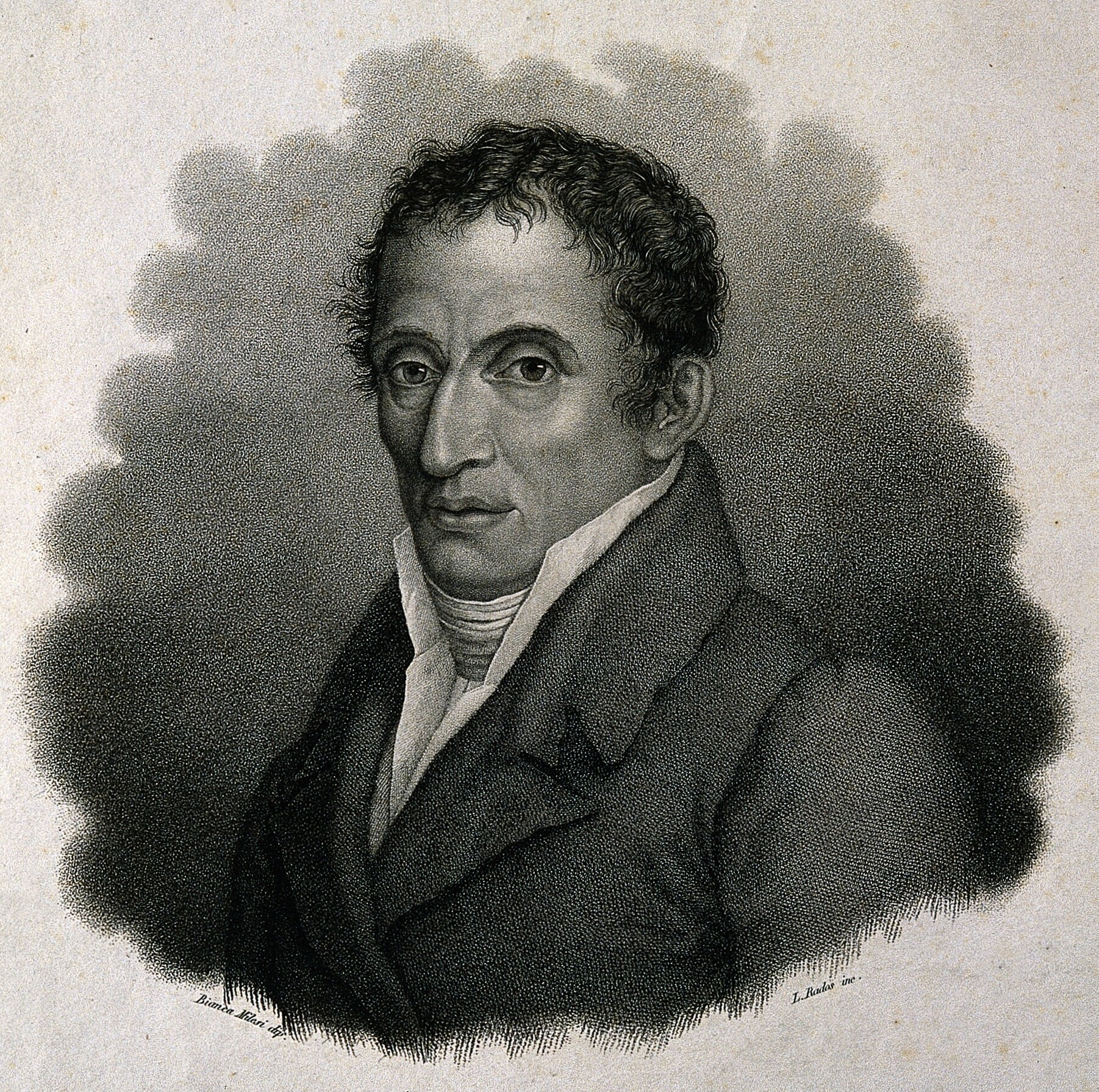
Giovanni Battista Monteggia (1762–1815)

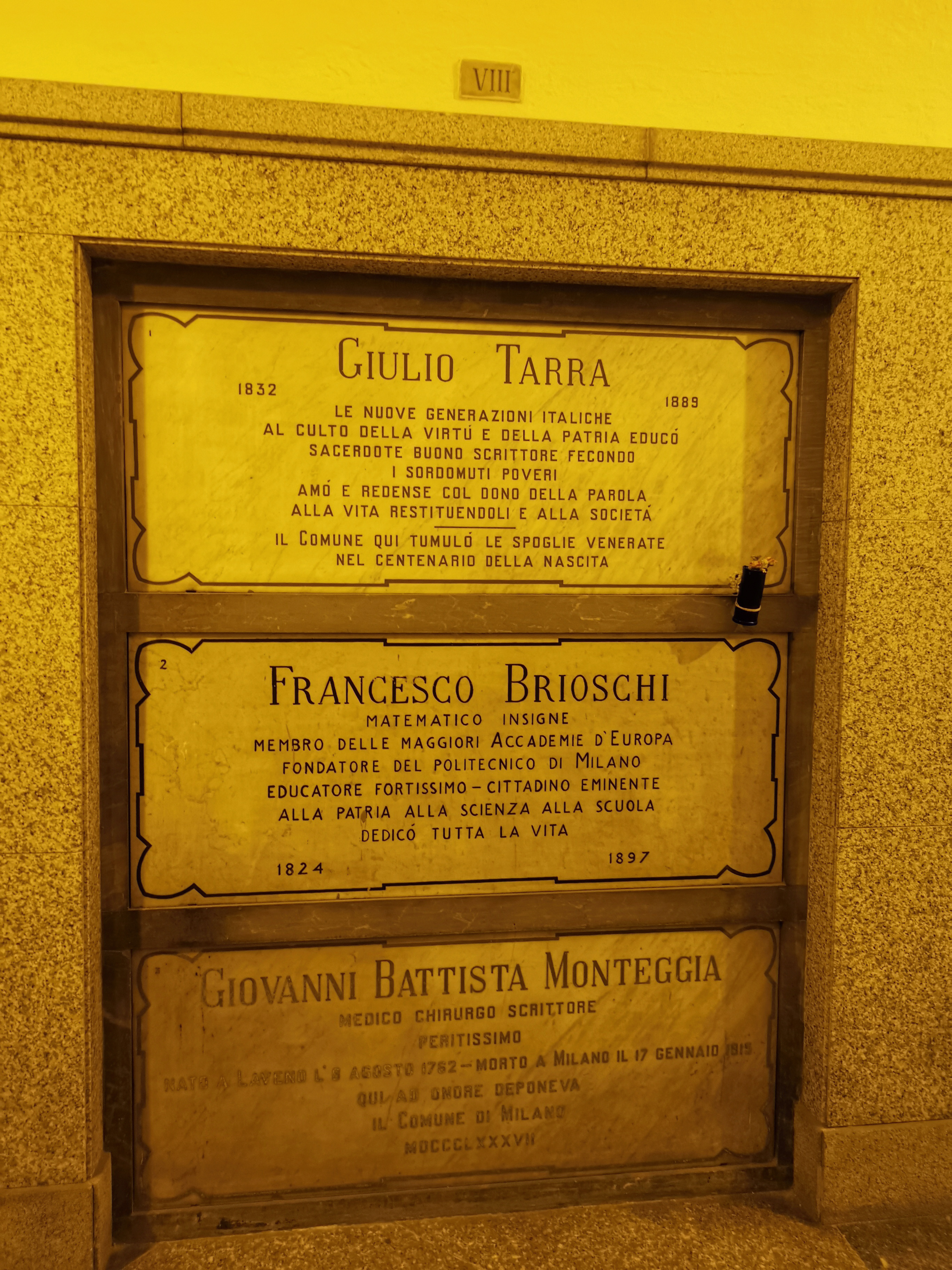
Grab auf dem Cimitero Monumentale Mailand

Giovanni Battista Monteggia (* 8. August 1762 in Laveno im Ortsteil Monteggia (nach ihm benannt); † 17. Januar 1815 in Pavia) war ein italienischer Chirurg.
Seine Eltern waren Johann Anton Monteggia und dessen Ehefrau Marianne Vegezzi.

## Leben
Als 17-Jähriger begann er eine Ausbildung zum Chirurgen in Mailand. An der Universität Pavia promovierte er 1789 zum Doktor der Medizin. Im selben Jahr erschien sein erstes Buch: „Fasciculi Pathologici“. Seit 1790 praktizierte er als chirurgischer Assistent, Prosektor und Gefängnisarzt. 1795 wurde er Professor für Anatomie und Chirurgie auf den Lehrstuhl der „Istituzioni Chirurgiche“ der Universität Pavia berufen. Bei einer Selbstverletzung während einer Autopsie infizierte er sich mit Syphilis.
Monteggia ist der Erstbeschreiber der Monteggia-Fraktur, der Fraktur des proximalen Anteils der Elle mit Luxation des Speichenköpfchens.

### Werke
- 1790, Fasciculi pathologici, Digitalisat
- 1791, Compendio sopra le malattie veneree dei G.F. Fritze Prof in Berlino,  (Übersetzung: Frizens Handbuch über die syphylitischen Krankheiten)
- 1794, Annotazioni pratiche sopra i malivenereidi  (Bemerkungen über die syphylitischen Krankheiten)